# Gazeta Médica da Bahia
A Gazeta Médica da Bahia, também conhecida como GMBahia, é uma revista científica de medicina publicada pela Faculdade de Medicina da Bahia, integrada atualmente à Universidade Federal da Bahia. Foi criada em 1866 e publicada regularmente até 1934, quando sua publicação foi interrompida até ser retomada durante o período 1966-1972, com um número avulso publicado em 1976. Em 1984 foi organizado o índice cumulativo da revista até então, constatando-se que até o momento haviam sido publicados 3.870 trabalhos pela revista. A edição da revista foi retomada em 2004. Em 2008, durante as comemorações do bicentenário da Faculdade de Medicina da Bahia, todos os artigos publicados pela revista desde sua fundação foram disponibilizados gratuitamente no site oficial da publicação.
Acadêmicos que publicavam seus estudos na revista durante a virada do século XIX ficaram conhecidos na historiografia contemporânea como a Escola Tropicalista Baiana. que estava incluída, juntamente com muitos outros médicos da época, em uma onda de estudos experimentais etiológicos, com foco na compreensão das doenças tropicais comuns entre a população do Brasil, rejeitando a visão de que tais doenças seriam causadas pelo clima ou pela miscigenação racial, idéias essas propostas por defensores da hipótese da degeneração, comuns na época.
Embora esse grupo tenha tido um papel central no desmantelamento dessas hipóteses, Flavio Coelho Edler observa em A Escola Tropicalista Baiana: um mito de origem da medicina tropical no Brasil que, ao contrário do que alegam muitos estudos históricos, a escola não estava isolada de outros grupos médicos da época, nem participou de uma ruptura abrupta e radical em relação às crenças acadêmicas anteriores; ao invés disso, a Escola participou de uma onda geral de práticas médicas e científicas que buscavam distanciar as práticas nacionais da reprodução passiva de conhecimento produzido em outros continentes, favorecendo a experimentação local.
Contribuições notáveis incluem as primeiras descrições de ancilostomíase e filaríase e as classificações de grande parte das cobras venenosas da região, publicadas na gazeta por Wucherer; os estudos iniciais sobre o beribéri, publicados por Silva Lima, e os primeiros trabalhos de medicina legal e saúde pública por Nina Rodrigues.